# Mattel
Mattel, Inc. – amerykańskie przedsiębiorstwo, będące największym pod względem przychodów ze sprzedaży producentem zabawek na świecie.
Firma została założona w 1945 roku przez Harolda „Matta” Matsona i Elliota Handlera (stąd nazwa). Długoletnią prezes firmy była żona założyciela, Ruth Mosko Handler, której rodzice byli żydowskimi emigrantami z Polski.
Firma produkuje między innymi: lalki Barbie, lalki Monster High oraz Ever After High, Hot Wheels, gry planszowe, a od początku lat 80. także konsole gier wideo. Wspólnie z Hasbro Enterprises posiada prawa autorskie do gry słownej Scrabble (Hasbro ma prawa tylko do sprzedawania gry na terenie USA, Mattel na całym świecie poza USA). W 1979 roku Mattel wszedł również na rynek konsol, tworząc konsolę Intellivision. Wycofał się z niego w 1983 roku przez krach na rynku gier.
Siedziba firmy znajduje się w El Segundo w Kalifornii. Mattel posiada również swoje oddziały w Chinach, Wielkiej Brytanii oraz w Japonii.
Na początku lipca 2025 roku amerykańska firma wybrała włoską siatkarkę Alice Degradi, aby została twarzą kampanii dotyczącej lalki Barbie z cukrzycą. Reprezentantka Włoch leczy się na cukrzycę typu1. Jest ambasadorką Fundacji Komórkowej Terapii Cukrzycy w Padwie. Wprowadzenie na rynek nowej, inkluzywnej wersji słynnej lalki zostanie stworzone we współpracy z amerykańską organizacją Breakthrough T1D.